# Dzhavid Hamzatau
Dzhavid Hamzatau (también transliterado como Dzhavid Gamzatov, en bielorruso: Джавід Гамзатаў, en ruso: Джавид Гамзатов; Kiziliurt, 27 de diciembre de 1989), es un deportista bielorruso de origen daguestano que compitió en lucha libre.
Participó en los Juegos Olímpicos de Río de Janeiro 2016, obteniendo una medalla de bronce en la categoría de 85 kg. Ganó una medalla de bronce en el Campeonato Mundial de Lucha de 2013.

## Palmarés internacional
| Juegos Olímpicos   | Juegos Olímpicos        | Juegos Olímpicos  | Juegos Olímpicos |
| Año                | Lugar                   | Medalla           | Categoría        |
| ------------------ | ----------------------- | ----------------- | ---------------- |
| 2016               | Río de Janeiro (Brasil) | Medalla de bronce | 85 kg            |
| Campeonato Mundial |                         |                   |                  |
| Año                | Lugar                   | Medalla           | Categoría        |
| 2013               | Budapest (Hungría)      | Medalla de bronce | 84 kg            |